# Atrebates

Mapa de Galia alrededor del año 58 a. C.

Los atrebates o atrébates fueron una tribu belga que habitó territorios localizados en la Galia y Gran Bretaña antes de las conquistas romanas. Su nombre deriva del celta ad-treba-ti, “los que habitan” o “los que poseen villas” (cf. irlandés antiguo ad-treba, “él habita, él cultiva”; bretón tre- “villa”)

## Los atrebates en la Galia
Los atrebates galos se asentaban alrededor de la moderna Artois, localizada en el norte de Francia. Su capital, Nemetocena, es la actual ciudad de Arras.
En el año 57 a. C. formaron parte de la alianza belga militar que se formó con el fin de oponerse a las conquistas de Julio César en la Galia, a la que aportaron una fuerza compuesta por 15.000 hombres. César se tomó esta acumulación de fuerzas hostiles como una amenaza y marchó en contra de ella. A pesar de que los belgas mantenían una posición ventajosa, no dudaron en responder al avance de César con un sangriento enfrentamiento. Cuando la situación militar de los belgas se estancó, estas tribus aliadas acordaron entre ellas defender a cualquier pueblo que fuese atacado por César. A causa de ello, César decidió marchar contra alguna de estas tribus, ahora aislada y sola, completando la mayoría de sus operaciones con éxito.
Los atrebates se unieron a los nervios y a los viromanduos y atacaron a César en la batalla del Sabis pero fueron derrotados. Tras la victoria, César nombró a Comio rey de este pueblo. Comio se vería envuelto en dos expediciones romanas a Britania en los años 55 y 54 a. C., durante las que negoció la rendición del cacique britano Casivelono. A cambio de su lealtad, César cedió a su servil vasallo los territorios de los mórinos. Sin embargo, los atrebates se volvieron finalmente contra los romanos y participaron en las revueltas lideradas por Vercingétorix en el año 52 a. C. Tras la derrota de Vercingétorix en la batalla de Alesia, Comio mantuvo tensas relaciones con los romanos, aunque logró negociar una tregua con Marco Antonio. A pesar de este acuerdo de paz, Comio acabó huyendo a Britania con un grupo de seguidores. No obstante, evidencias historiográficas dictaminan que mantuvo su influencia en la Galia. Esta teoría se basa en el hallazgo de monedas prerromanas con su nombre grabado, además del de Garmanos y Carsicios, quienes pueden haber sido sus hijos o ayudantes.
Ptolomeo (siglo II) sitúa a los "Atribati" viviendo en la costa de la Galia belga, cerca del río Sécuana (Sena), y menciona a Metacum como una de sus posesiones.

## Los atrebates en Britania

Territorio de los atrebates.

Tras la muerte de Comio, su hijo se nombró a sí mismo rey de los atrebates de Britania. Su territorio comprendía las modernos territorios de Hampshire, West Sussex y Surrey. La capital del nuevo reino isleño se estableció en Calleva Atrebatum (actual Silchester).
El asentamiento de los atrebates en Britania no fue un masivo movimiento popular. El arqueólogo Barry Cunliffe habla de esta tribu de este modo:

Los atrebates parecen componerse de una unión de tribus indígenas, posiblemente con algunos elementos belgas. Adquirieron cierta importancia con Comio.

Mapa de los pueblos celtas.

Es posible que el nombre de los "Atrebates" sea resultado de la unión de varios nombres de tribus de aquel periodo, referidos únicamente a una dinastía o a un grupo étnico. Tras llegar a Britania, Comio y sus seguidores establecieron una base y fueron expandiendo gradualmente su esfera de influencia, creando lo que acabó siendo un protoestado oficial. Sin embargo, durante la primera expedición de César a Britania en el año 55 a. C., Comio estaba preparado para proveerles con un pequeño grupo de caballería de su propia gente, después del calvario romano para cruzar el Canal. Este hecho sugiere que ya por esa época Comio gozaba de posesiones territoriales en la isla. En esta tiempo los atrebates reconocían a Comio como un rey cliente subordinado a Roma.
Desde la capital de los atrebates, Calleva, se emitieron monedas con el nombre de Comio grabado entre los años 30 y 20 a. C. Los grabados de algunas de estas monedas rezaban "COM COMMIOS", lo que significaba "Comio hijo de Comio". Historiadores modernos han teorizado que, considerando lo largo de su reinado, es probable que gobernaran con el mismo nombre dos reyes, padre e hijo.
En épocas posteriores, tres reyes posteriores de los atrebates britanos se nombrarían a sí mismos en sus monedas como hijos de Comio: Tincomaro, Epilo y Verica. Al parecer Tincomaro gobernó junto a su padre desde el 25 a. C. hasta la muerte de Comio sobre el año 20 a. C. Posteriormente, Tincomaro reinó en la zona norte del reino de Calleva, mientras que Epilo hizo lo propio en la mitad sur de Noviomagus (Chichester). La numismática y otras pruebas arqueológicas indican que la política de Tincomaro estaba destinada a favorecer las relaciones con los romanos, que tanto se habían deteriorado con su padre. John Creighton argumenta por las imágenes de algunas monedas que llegó a ser un obses (preso diplomático) en Roma durante la época de Augusto.
En el Res Gestae Divi Augusti (testamento de Augusto) se mencionan dos reyes britanos que se presentan en Roma en el año 7 a. C. suplicando cuartel para sus respectivos pueblos. Es probable que Tincomaro fuera uno de los que formaban esta delegación (los otros son Dubnovellauno, de los trinovantes o los cancíacos). Al parecer Tincomaro fue derrocado por su hermano Epilo, que marcaba sus monedas con el grabado "Rex", indicando que era rey reconocido por Roma.
Tras 15 años, Epilo fue sucedido por Verica (los datos históricos hablan del surgimiento de un rey en Kent en esa época con el nombre de Epilo). No obstante, el reinado de Verica fue difícil debido a la expansión de los catuvellaunos. Calleva cayó bajo el poder del hermano de Cunobelino, Epatico, aproximadamente en el año 25. Verica recuperó algunos de sus territorios perdidos tras la muerte de Epatico en el año 35, pero el hijo de Cunobelino, Carataco, se hizo cargo de la campaña y, a comienzos de los 40, los atrebates fueron totalmente derrotados. Verica navegó hasta Roma, dándole al nuevo emperador, Claudio el pretexto para iniciar la conquista romana de Britania.
Tras la conquista romana de los territorios britanos, parte de los asentamientos de los atrebates fueron incluidos en el reino romano de Regnenses, el cual estaba gobernado por el probable hijo de Verica, Tiberio Claudio Cogidubno. El territorio de la tribu fue posteriormente establecido como una civitas (distrito administrativo sin ser una provincia romana) de los atrebates, regnenses y posiblemente de los belgas.

## Lista de reyes de los atrebates
1. Comio, 57 - c. 20 a. C.
2. Tincomaro, c. 20 a. C. - 7, hijo de Comio
3. Epilo, 8 - 15, hermano de Tincomaro
4. Verica, 15 - 40, hermano de Epilo